# أرمة (أشرعة)

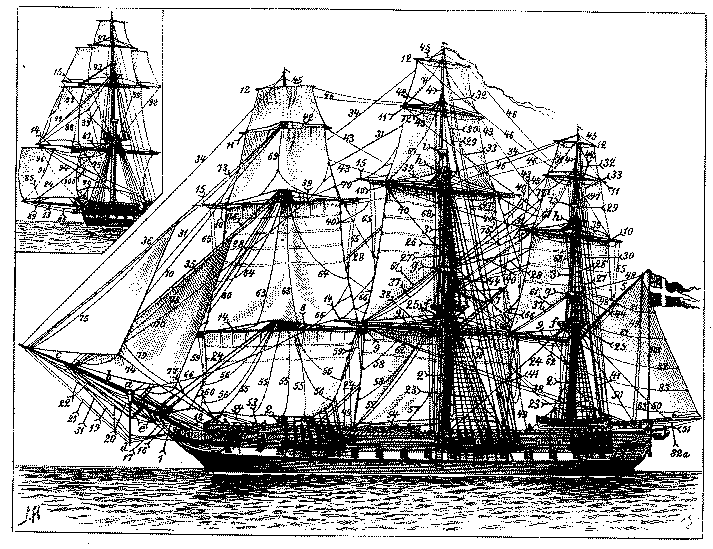
أرمة فرقاطة شراعية

أَرْمَة المراكب المائية الشراعية هي نظام الصواري والأشرعة وتجهيزاتها. تشمل الأمثلة أرمة السَكُّونة، وأرمة القَطَر [الإنجليزية]، وأرمة الجُنْك، وما إلى ذلك. يمكن تصنيف الأرمات على نطاق واسع على أنها طولانية [الإنجليزية]، أو مربعة [الإنجليزية]، أو مزيج من الاثنين معًا. يوجد ضمن فئة الطولانية مجموعة متنوعة من أشكال الشراع المثلثة والرباعية. يمكن استخدام الشواخص أو واللُّزُز [الإنجليزية] للمساعدة في تشكيل نوع معين من الشراع. يمكن وصف كل منصة بخطة مركب شراعي [الإنجليزية]، تُعرّف الأخيرة رسميًا على أنها مخطط لمركب مائي شراعي، يُنظر إليه من الجانب.
الأمثلة الحديثة للمراكب الشراعية ذات الشخص الواحد، مثل ألواح الركمجة الشراعية، والقوارب الجليدية [الإنجليزية]، والعربات الشراعية [الإنجليزية]، عادةً ما تحتوي على أرمات غير معقدة مع شراع واحد على صار ذو ذراع تطويل.